# Chiesa di San Giovanni Battista (Pistoia)
La chiesa di San Giovanni Battista  è una ex chiesa pistoiese del XV secolo dedicata a san Giovanni Battista, in corso Gramsci.

## Storia e descrizione
La chiesa fu progettata da Ventura Vitoni, che la realizzò fra la fine del Quattrocento e i primi decenni del Cinquecento.
Quasi completamente distrutta nei bombardamenti del 1944 e ricostruita tra 1954 e 1957 nelle sue strutture portanti ma lasciando smontati tutti gli apparati decorativi, rappresenta comunque ancora oggi uno degli spazi rinascimentali di maggior pregio della città. Nel 2015 la facciata è stata completamente restaurata e riportata all'antico splendore da parte dell'Ente proprietario, la Fondazione Conservatorio "San Giovanni Battista" allora presieduta dal Prof. Paolo Baldassarri. L'ex chiesa, in orari stabiliti, viene aperta al pubblico.
L'impianto a croce latina con l'imponente cupola centrale costituisce uno dei motivi più riconoscibili dello stile del Vitoni. Nella grande nicchia a destra è collocato un grande Crocifisso ligneo attribuito allo stesso Vitoni. In fondo all'edificio si trovano i frammenti di una pala distrutta dal bombardamento del 1944 con l'Adorazione dei pastori, opera di Sebastiano Vini che sappiamo averla firmata, databile forse agli anni settanta del Cinquecento. La tavola è stata qui ricollocata nel 2017, anno di 'Pistoia capitale della cultura'. 
Negli ambienti conventuali era un'altra tavola con l'Adorazione dei Pastori di Giovanni Battista Volponi, detto lo Scalabrino, anch'essa quasi del tutto distrutta dai bombardamenti e della quale sopravvive solo qualche frammento. Della pala non è accertata né la cronologia, né la prima collocazione che poteva essere lo stesso altare di quella del Vini, che quest'ultima potrebbe aver sostituito. 

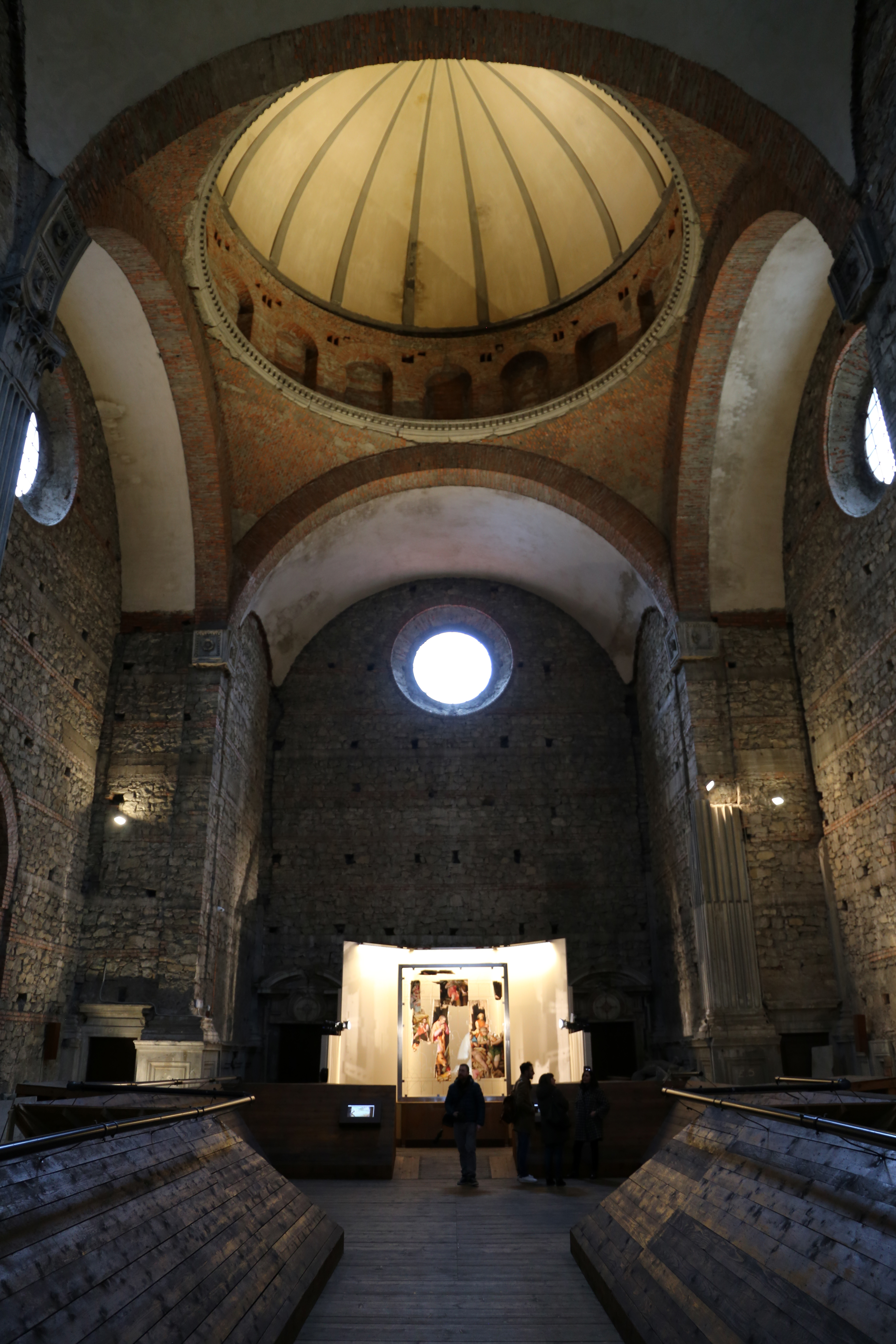
Interno
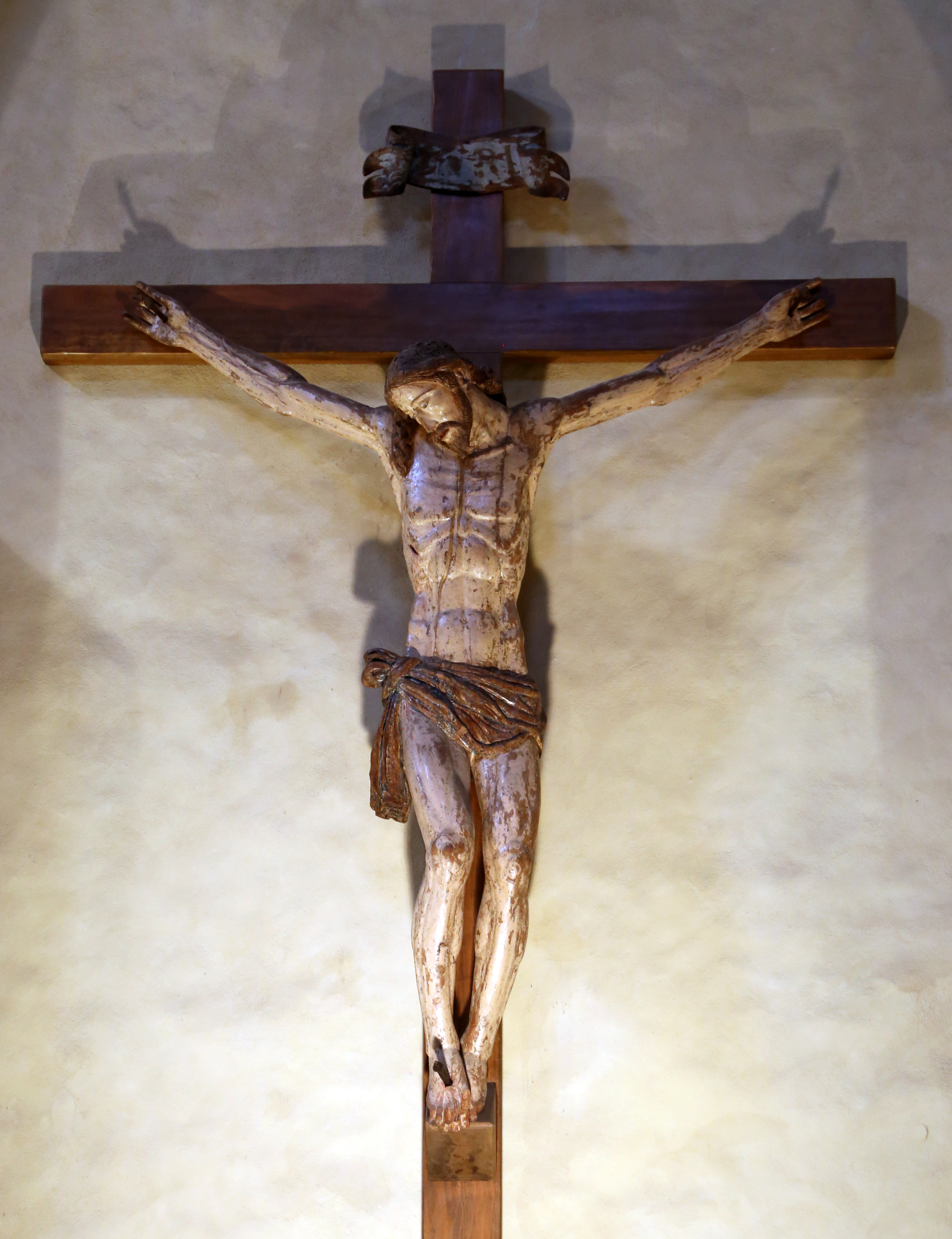
Crocifisso
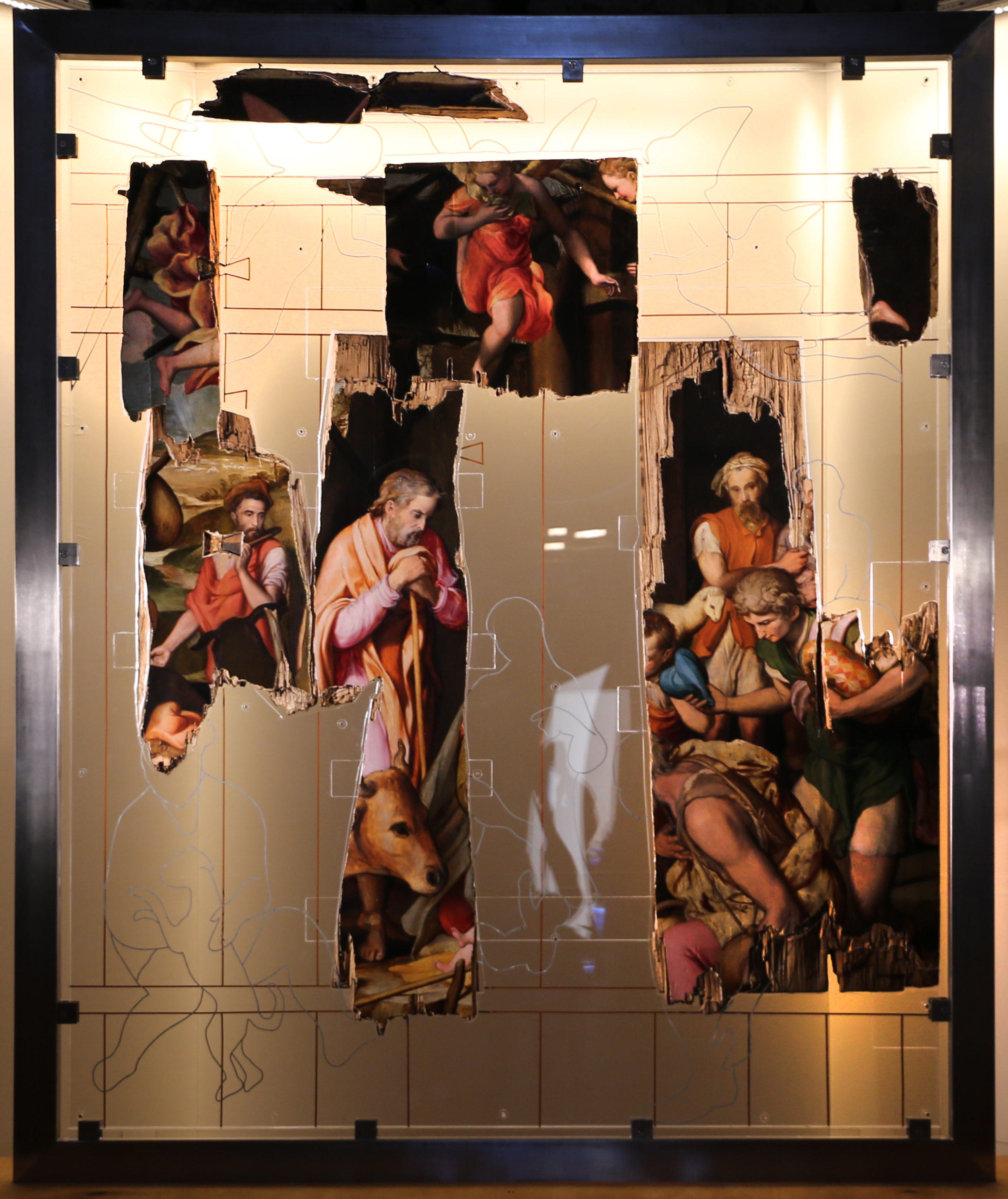
Adorazione dei Pastori di Sebastiano Vini